# Douglas Seale
Douglas Seale (Londra, 28 ottobre 1913 – New York, 13 giugno 1999) è stato un attore e doppiatore britannico.

## Filmografia parziale

### Attore
- Amadeus, regia di Milos Forman (1984)
- Storie incredibili (Amazing Stories) - serie TV, episodi 1x11-1x15 (1985-1986)
- Cinque ragazze e un miliardario (Rags to Riches) - serie TV (1987)
- Un angelo da quattro soldi (Almost an angel), regia di John Cornell (1990)
- Mr. Destiny, regia di James Orr (1990)

### Doppiatore
- Bianca e Bernie nella terra dei canguri (1990)
- Aladdin (1992)

## Doppiatori italiani
Nelle versioni in italiano delle opere in cui ha recitato, Douglas Seale è stato doppiato da:
- Gianni Bonagura in Un angelo da quattro soldi
- Sergio Tedesco in Top Secret

Da doppiatore è sostituito da:
- Gianni  Vagliani in Aladdin
- Alvise  Battain in Bianca e Bernie nella terra dei canguri